# Порт Артур
Вижте пояснителната страница за други значения на Порт Артур.
Порт Артур (Люйшун) е бивш пристанищен град (незамръзващо пристанище, военноморска база) в Китай, на Жълто море. Бил е разположен в югоизточния край на Ляодунския полуостров, на малкия Квантунски полуостров (Квантунска област), с координати 38° 48’ северна ширина и 121° 20’ източна дължина. Понастоящем на мястото на бившия град е разположен район Люйшун на град Далян в Китай.
Селище на мястото на Люйшун е имало още от времето на династията Цзин (晋朝, 266 – 420). Едва през епохата на империята Мин (明朝, 1368 – 1644) селището започва да се нарича Люйшун. Английското название Port Arthur мястото получава във връзка с това, че през август 1860 г. в това пристанище е ремонтиран корабът на английския лейтенант Уилям К. Артър (William C. Arthur). Съществува също версия, че китайското селище Люйшун е преименувано от англичаните в чест на члена на британското кралско семейство херцог Артур Конаутски по време на Втората опиумна война. Това английско название по-късно е възприето в Русия и в другите европейски страни.
Строителство на военноморска база в стратегически важния залив на Люйшун е започнато от китайското правителство през 1880-те години. През 1894 г., по време на първата китайско-японска война базата е завзета от Япония, но година по-късно е върната на Китай под натиска на Русия, Германия и Франция (виж Тройна интервенция).
През 1897 г. Русия решава да ползва тази стратегическа база. През декември 1897 г. руска ескадра влиза в Порт Артур, същевременно се водят преговори в Пекин и в самия Порт Артур. В резултат на преговорите (и на големи подкупи) пристанището заедно с Квантунския полуостров са предадени на Русия под наем за 25 години.